# Ансарифард, Карим
Кари́м Ансарифа́рд (перс. کریم انصاری‌فرد‎, прослушатьо файле; род. 3 апреля 1990, Ардебиль) — иранский футболист азербайджанского происхождения, нападающий греческого клуба «Арис» и сборной Ирана.
За игровой стиль и соответствующие способности Карим Ансарифард заявлялся иранской спортивной прессой преемником Али Даеи.
Неоднократно попадал в составляемые ФИФА и Goal.com, а также изданием World Soccer списки наиболее многообещающих футбольных талантов.

## Карьера

### Клубная
Прежде, чем попасть в 2005 году в молодёжную команду «Зоб Ахана», Ансарифард на протяжении пяти лет проходил обучение в рамках программы Inter Campus, международного проекта «Интернационале» по развитию футбола в проблемных странах мира. После выступления за команду из Исфахана Карим вернулся в родной Ардебиль и, оказавшись на одной из тренировок гостящей в городе «Сайпы», был замечен играющим тренером караджского клуба, живой легендой иранского футбола Али Даеи. По его протекции Ансарифард в 2006 году был зачислен в академию и резервную команду «Сайпы».
В 2007 году в связи с завершением игровой карьеры Али Даеи и уходом в «Персеполис» его партнёра по линии атаки Мохсена Халили, клуб, не сумевший восполнить эти потери новыми трансферами, вступил в полосу кризиса. В подобных условиях остающийся главным тренером Даеи задействовал резерв, переведя в главную команду Ансарифарда. Юному футболисту не пришлось долго сыгрываться с командой и адаптироваться к большому футболу: с первых же матчей Ансарифард начал оправдывать доверие наставника: играя как центрального нападающего, так и непривычного для себя правого полузащитника, он активно участвовал в организации атак и регулярно поражал ворота соперников, с ходу, таким образом, закрепившись в основе. После сезона 2009/10 Карим, с 13 мячами вошедший в пятёрку лучших бомбардиров иранского чемпионата, обратил на себя внимание зарубежных клубов, в частности, «Селтика» и дортмундской «Боруссии». Наличие предметного интереса со стороны немецкого клуба подтвердил сам футболист, но отметил, что отъезд за границу маловероятен из-за проблем с воинской повинностью, и он всецело сосредоточен на играх за свою нынешнюю команду и, особенно, за национальную сборную. В течение 2011 года Каримом интересовались два иранских тяжеловеса, «Персеполис» и «Эстегляль», а также «Стяуа», «Эвертон» и «Рубин». В сезоне 2010/11 Карим продолжил увеличивать свой лицевой счёт, после предыдущей 5-й строчки заняв в гонке бомбардиров третье место с 19 голами. Продлив 14 июля 2011-го контракт с «Сайпой» на два года, по итогам следующего чемпионата он снова шагнул через строчку вперёд и с 21 забитым мячом стал лучшим бомбардиром высшей лиги Ирана. К 22 годам с 55 забитыми мячами Ансарифард стал лучшим бомбардиром в истории «Сайпы». Переход в более классный клуб был неизбежен и, ввиду своего де-факто невыездного статуса, Карим выбирал между иранскими клубами, остановившись на «Персеполисе». Контракт на три года был подписан 17 июня 2012 года.
За новый клуб Ансарифард стартовал россыпью голов в различных турнирах; он не останавливался в футбольном развитии, продолжал обращать на себя внимание иностранных, в том числе и европейских клубов и всё активнее заявлял о желании попробовать себя в сильном чемпионате. Тем временем на заявленные амбиции футболиста активнейшим к нему интересом ответил футбольный клуб «Монако», который, как выяснилось, посредством своих разведчиков внимательно наблюдал за игрой Карима более года и стерёг его до получения игроком долгожданного разрешения от правительства на выезд за рубеж. Сообразные настроения Ансарифарда на фоне пошатнувшегося качества игры за клуб создавали вокруг футболиста нездоровую обстановку и уже в декабре вылились в открытый конфликт с президентом «Персеполиса» Мохаммадом Руаньяном. В конце декабря Карим выступил в прессе с заявлением о намерении покинуть тегеранский клуб в самое ближайшее время, но в наступившем 2013 году страсти поулеглись и футболист доиграл сезон, хотя и существенно ухудшив свои игровые показатели. Общее негативное впечатление от потрясённого скандалом вокруг имени своей главной звезды выступления «Персеполиса», занявшего лишь 7-е место в лиге, омрачилось поражением клуба в финальном матче Кубка Ирана, в котором сам Карим отметился голом. Летом 2013 года, на одной из межсезонных тренировок Ансарифард рассорился со своим прежним благодетелем, новым главным тренером «Персеполиса» Али Даеи, и был отчислен в резерв. 14 июля Карим был отправлен в годичную аренду в «Трактор Сази».
Игрой за клуб из Тебриза Ансарифард доказал, что предыдущий сезон был недоразумением, и вновь подтвердил свой статус высококлассного футболиста, переросшего уровень местного футбола. С клубом, никогда ничего не выигрывавшим, за исключением первенств низших дивизионов и региональных турниров, Карим достиг исторического триумфа в Кубке Ирана, взяв, таким образом, реванш за прошлогоднюю неудачу. Помимо командной Ансарифард достиг и личных побед, вернув себе с 14 мячами звание лучшего бомбардира чемпионата и удостоившись признания самым ценным игроком национального Кубка. Весной 2014 года Ансарифард вернулся в «Персеполис», но дал понять, что своё будущее с этим клубом не связывает, и определится с местом продолжения карьеры после окончания чемпионата мира 2014.

### В сборной
С 2005 года Карим Ансарифард приглашался в различные молодёжные сборные. В качестве игрока запаса участвовал в первенстве Азии до 17 лет в 2006-м, дважды за турнир выйдя на замены в матчах с Таджикистаном и Йеменом. 10 ноября 2009 года Карим дебютировал в главной сборной, поразив на «Азади» единственным в матче и победным голом ворота команды Исландии. Перед первым своим крупным турниром, Кубком Азии 2011, Ансарифард получил в сборной 10-й номер, тот же, что ранее в главной команде страны носил Али Даеи. Победный гол, забитый в матче с КНДР 15 января на «СК Стэдиум», стал первым для Карима в официальных турнирах сборных (и третьим вообще) и сделал его самым молодым иранским футболистом, отличившемся в рамках азиатских первенств. До конца 2011 года Ансарифард отметился ещё четырьмя голами, в том числе тремя — в отборочном турнире чемпионата мира 2014 в зоне АФК. 3 июня 2012 года на 94-й минуте гостевого матча против сборной Узбекистана, одного из ключевых в рамках 4-го раунда квалификации мирового первенства в азиатском регионе, Карим отдал на Мохаммада Реза Халатбари пас, вылившийся в победный гол и лидерство Team Melli в группе «А». Что касается собственно лицевого счёта, то в 2012-м и 2013-м годах за сборную Карим не забивал, но весной 2014 года разразился тремя голами, один из которых, победный в матче с Кувейтом, пришёлся на квалификационный турнир Кубка Азии 2015. Ударная весна на клубном и международном уровнях привела Ансарифарда в окончательную заявку национальной сборной на чемпионат мира в Бразилии.
В конце 2018 года включён в заявку на Кубок Азии по футболу 2019. В четвертьфинальном матче против сборной Китая, на 1-й добавленной минуте к основному времени матча забил третий гол своей команды. Иран победил 3:0 и вышел в полуфинал.

## Достижения

### Командные
«Персеполис»
- Финалист Кубка Ирана: 2012/13

«Трактор Сази»
- Обладатель Кубка Ирана: 2013/14

«Олимпиакос»
- Чемпион Греции: 2016/17

«Омония»
- Обладатель Кубка Кипра: 2022/23

### Личные
- Спортсмен года в Иране: 2011
- Лучший бомбардир Чемпионата Ирана (2): 2011/12 (21 мяч), 2013/14 (14 мячей)
- Лучший игрок Чемпионата Ирана по системе гол + пас: 2011/12 (21 + 5)
- Самый ценный игрок Кубка Ирана: 2013/14